# Winiary (Warka)
Winiary – północno-wschodnia dzielnica Warki, na wyjeździe w kierunku Starej Warki. Włączone do Warki 1 października 1930. Usamodzielniły się ponownie 20 października 1933 tworząc gromadę Winiary w gminie Nowa Wieś. Włączone do Warki ponownie 1 stycznia 1948.
Z okresu neolitu (4 500 – 1800 lat p.n.e.) odkryto osadę na terenie Winiar – znaleziono topór z rogu jelenia. Następny okres to epoka brązu – około 1800 – 700 lat p.n.e. – na Winiarach znaleziono cmentarzysko z okresu (kultury łużyckiej).
Najwcześniejsza wzmianka o tej wsi jest z okazji kiedy to Konrad II (w 1297r), wymieniany jako dobroczyńca klasztoru dominikanów w Starej Warce, nadaje im niezbyt świetne uposażenie – m.in. jezioro na Winiarach (wsi między Starą a Nową Warką).
Winiary są wymieniane w 1302 roku jako wieś służebna – nazwa od uprawy winnej latorośli. Prawdopodobnie mieszkańcy uprawiali tę roślinę na potrzeby liturgii dla sprowadzonych do Starej Warki dominikanów.
W roku 1476 właścicielem Winiar był Miszka, cześnik czerski, a w roku 1479 Mikołaj Myszka – podskarbi czerski.
L. Nawrocki -podaje, że do 1525 roku kształcił się w Krakowie 1 (scholar) absolwent szkoły parafialnej pochodzący z Winiar, który po ukończeniu wyższego stopnia w kolegium, podjął naukę w Akademii Krakowskiej.
Nieznana jest data kiedy wieś ubyła z własności książęcej – nie była nią już w roku 1565 – jej właścicielem jest Gliniczki. W roku 1578 właścicielem wsi byli: Walenty Czychrowski, Kasper Mirowski – była to wieś folwarczna, czyli ziemię szlachciców uprawiali kmiecie. Miała powierzchnię 3,5 łana (tj. 105 lub 166 mórg).
Wieś leżała w powiecie wareckim w Ziemi Czerskiej i należała do parafii w Warce.
Kwiecień 1656 roku – Szwedzi maszerowali najkrótszą drogą do Warszawy przez Kozienice, Warkę. Szwedzi dowiedziawszy się o pogoni zerwali most w Warce i pozostawili dwa silne posterunki nad rzeką oraz we wsi Winiary i ruszyli do Warszawy. Wojska Czarnieckiego sforsowały rzekę i najpierw uderzyły na posterunek szwedzki na Winiarach. Bitwa rozegrała się na północ od Piaseczna i trwała 2 godziny.
W 1689 roku zamożny magnat Szczuka, podkanclerz litewski wybudował dwór w Winiarach, jako swoją siedzibę. Projektował go Locci – autor pałacu w Wilanowie. W latach późniejszych pałac niefortunnie przebudowywano.
Gen. Kazimierz Pułaski (1745-1779) – spędził dzieciństwo w Winiarach.
W 1797 r. urodził się w Winiarach Piotr Wysocki.
W roku 1827 we wsi było 31 domów i 299 mieszkańców.
Przed rokiem 1863 r. Dobra Winiary składały się ze wsi Winiary, Zakrzew i Wymysłów. (Dwie ostatnie położone za Pilicą). W 1882 r. majątek Winiary nabył Andrzej Szczuka. W roku 1886 Dobra Winiary to folwark Winiary o pow. 930 mórg, w tym 408 orne, 271 łąki i 100 mórg lasu oraz folwark Zaosin (za Pilicą) o pow. 812 mórg w tym las 548 mórg. We wsi mieszkało 372 mieszkańców. W folwarku było 18 budynków murowanych i 23 drewniane. Dwór i zabudowania folwarczne były kryte blachą. Folwark posiadał browar, świeżo złożoną winnicę (prowadzoną starannie i na wielką skalę).
W 1905 roku właścicielem majątku był Andrzej Szczuka. Winiary należały do Gminy Nowa Wieś.
W pierwszym dwudziestoleciu XX w. właścicielem majątku był Wojciech Rostworowski (pow. 283 ha), a w roku 1929 właścicielem majątku i browaru był Wacław Dąmbski.
Decyzją Powiatowej Rady Narodowej w Grójcu majątek w Winiarach wydzielono z Gminy Nowa Wieś i włączono do miasta Warki. W 1946 r. nastąpiła parcelacja majątku, który po działaniach wojennych miał zaminowane pola. Powierzchnia majątku 257 ha. Majątek posiadał jedyny w powiecie grójeckim browar, piękny park i nowo założony sad, chmielnik oraz winnicę. Majątek podzielono w sposób następujący: 80 ha otrzymała służba folwarczna, 53 ha – miasto Warka pod rozbudowę, 45 ha przeznaczono na działki budowlane, 7 ha otrzymała cegielnia, 36,5 ha – bezrolni i małorolni rolnicy ze wsi Winiary. Pałac i park pozostał na pow. 15 ha. Browar i chmielnik otrzymała – Gminna Spółdzielnia „Samopomoc Chłopska”. W salach pałacu działało samorządowe gimnazjum przemianowane w 1950 w liceum ogólnokształcące.
W 1947 roku powstały Mazowieckie Zakłady Przetwórstwa Owocowo-Warzywnego „Winiary” w Warce, na bazie upaństwowionego browaru winiarskiego. Piwnice, leżakownia, są pozostałością po browarze. Powiększono istniejącą winnicę, która stała się drugą po zielonogórskiej. Pierwsze wino na rynku zadebiutowało w 1949 r.
Dawna wieś Winiary to obecnie dzielnica Warki. Zachował się zespół parkowo pałacowy z XIX w., w którym funkcjonuje Muzeum Kazimierza Pułaskiego (pamiątki po Pułaskim, udział Polaków w walkach o niepodległość Stanów Zjednoczonych). Przed pałacem znajduje się piękny park, rosną w nim drzewa uznane za pomniki przyrody – są to dęby szypułkowe. W parku znajduje się pomnik Kazimierza Pułaskiego postawiony na jego dwusetną rocznicę śmierci.
W tej dzielnicy znajduje się kompleks ogródków działkowych leżących wzdłuż ulicy Spacerowej. Działki położone są nad rzeką Pilicą.